# Møgelø
Møgelø je otok u Julsøu nasuprot Himmelbjergeta u Danskoj. Ime Møgelø znači "Veliki otok", budući da je najveći u jezeru s 28 hektara zemlje. Između 1915. i 1942. FDF u Silkeborgu otkupio je ukupno 24 hektara zemlje na otoku. Sada postoje dvije FDF kabine koje pripadaju neovisnoj instituciji.